# Кожемякін Олег Андрійович
Олег Андрійович Кожемякін (нар. 30 травня 1995, Кривий Ріг, Дніпропетровська область, Україна) — російський футболіст українського походження, півзахисник «Ротора».

## Життєпис
Народився 30 травня 1995 року в місті Кривий Ріг, де почав займатися футболом у клубі «Кривбас».
У 10 років переїхав до Москви, вступив до школи «Зміна». У 2013—2014 році грав в аматорському третьому дивізіоні за московський «Квазар». У серпні 2013 року одержав пропозицію від команди московського «Локомотива» 1995 р.н.. У сезонах 2014/15 — 2016/17 років грав у першості ПФЛ за «Металург» (Липецьк). Дебютував у ПФЛ 2 серпня 2014 року в поєдинку проти тульського «Арсеналу-2». У сезоні 2017/18 років провів два матчі в молодіжній першості за «Локомотив» і 24 матчі (один гол) — у ПФЛ за фарм-клуб «Локомотив-Казанка». Наступні два сезони відіграв у складі ярославльського «Шинника». Дебютував за нову команду 17 липня 2018 року в поєдинку ФНЛ проти курського «Авангарду». Взимку 2020 року проходив перегляд у «Ростові». 20 червня 2020 року перейшов у клуб-дебютант РПЛ «Ротор» (Волгоград). Дебютував у Прем'єр-лізі провів 11 серпня 2020 року в домашній грі першого туру проти петербурзького «Зеніту» (0:2).